# Andrzej Werner (działacz społeczny)
Andrzej Werner (ur. 1933 w Warszawie, zm. 29 października 2007) – polski dziennikarz i działacz społeczny, doktor nauk politycznych, wieloletni pracownik Ministerstwa Handlu Zagranicznego (1960–1977). Członek Stowarzyszenia Dziennikarzy Polskich i Stowarzyszenia Pisarzy Polskich.
W czasie II wojny światowej był m.in. harcerzem Poczty Polowej Szarych Szeregów w powstaniu warszawskim. Absolwent Gimnazjum im. Tadeusza Reytana w Warszawie, Liceum Handlu Zagranicznego, oraz Wydziału Prawa Uniwersytetu Warszawskiego, asystent w Katedrze Państwa i Prawa.
Pełnił funkcję attaché handlowego Ambasady Polskiej w USA, pracownik BHZ Mundial i Dynamo. Był specjalistą w zakresie ekonomii, prawa i spraw międzynarodowych. Założyciel i prezes Towarzystwa im. Jana Blocha, zajmował się popularyzacją dorobku Jana Blocha na świecie, m.in. publikując opracowania na jego temat.
Zginął w wypadku samochodowym. Pochowany 8 listopada 2007 roku na cmentarzu Powązkowskim w Warszawie (kwatera 86-4-23/24/25).

## Publikacje książkowe
- Wielka próba sił: USA, EWG, NRF (Warszawa 1966)[8]
- Europejskie wspólnoty: szkice o integracji Europy zachodniej 1815–1972 (Warszawa 1972)[8]
- Problemy stojące przed negocjatorami w Rundzie Urugwajskiej GATT (Warszawa 1987, wraz z Moniką Sową)[8]